# ميخائيل كلاين (تاجر أعمال فنية)
ميخائيل كلاين (بالألمانية: Michael Klein)‏ هو تاجر أعمال فنية ألماني، ولد في 23 يناير 1952.